# Marlen Diekhoff
Marlen Diekhoff (* 16. Mai 1938 in Bremerhaven) ist eine deutsche Schauspielerin und Hörspielsprecherin.

## Leben
Diekhoff wurde auf Wunsch ihres Vaters zunächst Physiklaborantin an der Universität Hannover und besuchte dann die Hochschule für Musik und Theater Hannover. 1961 bis 1971 spielte sie am Staatstheater Hannover und stellte dort 1963 Jessica in Der Kaufmann von Venedig dar. 1968 bis 1972 wirkte sie am Staatstheater Stuttgart, wo sie 1972 in Ibsens Nora auftrat, und von 1972 bis 1978 am Schauspiel Frankfurt.
In Frankfurt wurde sie unter anderem 1977 als Fräulein Isenbarn in Ernst Barlachs Der arme Vetter und 1978 in der Titelrolle der Penthesilea bekannt. 1979/80 arbeitete Diekhoff am Theater Bremen und war hier als Elisabeth in Maria Stuart zu sehen.
1980 wurde sie Mitglied des Ensembles am Deutschen Schauspielhaus in Hamburg. Hier verkörperte sie unter anderem Olga in Drei Schwestern (1980), Julia in Die Verschwörung des Fiesco zu Genua (1981), Hekuba in Euripides’ Die Troerinnen (1984), Adele in „Weiningers Nacht“ (1986), Else Reißner in Frank Wedekinds Musik (1987) sowie die Claudia Galotti in Emilia Galotti (1992). Für ihre Leistung in Wolken.Heim von Elfriede Jelinek (1993) wurde sie zusammen mit ihren fünf Mitspielerinnen 1994 zur Schauspielerin des Jahres gewählt.
Es folgten unter anderem weitere Rollen in Jelinek-Stücken und die Mitwirkung in der Aufführung des Don Carlos (2004). Neben ihrer Bühnenarbeit stand sie auch mehrmals vor der Kamera, besonders in dem Mehrteiler Schulz & Schulz an der Seite von Götz George sowie 1991 mit einer Hauptrolle in dem Kinospielfilm Mau Mau. Sie ist Mitglied der Deutschen Akademie der Darstellenden Künste.

## Privates
Diekhoff war mit dem Schauspieler Christian Redl verheiratet.

## Filmografie
- 1966: Der Kirschgarten
- 1969: Die Zimmerschlacht
- 1973: Hedda Gabler
- 1980: Wochenendgeschichten
- 1987: Der kleine Staatsanwalt
- 1989: Schulz & Schulz
- 1991: Schulz & Schulz II
- 1991: Der Deal
- 1992: Mau Mau
- 1992: Schulz & Schulz III
- 1993: Schulz & Schulz IV
- 1993: Schulz & Schulz V
- 1993: Ein Mann am Zug (TV-Serie)
- 1998: Die Sekretärinnen
- 1997–2000: Heimatgeschichten (Serie)
- 1999: Teuflischer Engel
- 2001: Ende der Saison
- 2002: Ein starkes Team: Kinderträume (Fernsehfilm)
- 2004: Polizeiruf 110 – Winterende
- 2005: Meine Schwester und ich
- 2005: Tigerkraut
- 2007: Freie Fahrt ins Glück
- 2008: Der russische Geliebte
- 2008: Robert Zimmermann wundert sich über die Liebe
- 2010: Das Duo – Mordbier
- 2012: Stiller Abschied
- 2015: Ein Atem

## Hörspiele (Auswahl)
Die ARD-Hörspieldatenbank enthält (Stand: Januar 2023) für den Zeitraum von 1963 bis 2020 insgesamt 144 Datensätze, in denen Marlen Diekhoff als Sprecherin geführt wird.
- 1963: Marie Luise Kaschnitz: Caterina Cornaro (Maddalena) – Regie: Hans Rosenhauer (Original-Hörspiel – NDR)
- 1973: Günther Rücker: Portrait einer dicken Frau (Frau des Bildhauers) – Regie: Mathias Neumann (Originalhörspiel – HR)
- 1983: Günter Eich: Sabeth (Therese Weisinger, die Lehrerin) – Regie: Manfred Marchfelder (Hörspiel – SDR)
- 1986: Edwin Ortmann: Klaus Störtebeker oder Nur der Lügner gelangt in den Besitz der Wahrheit (Tabileth) – Regie: Hans Gerd Krogmann (Originalhörspiel – NDR/SDR)
- 1988: Peter Hacks: Liebkind im Vogelnest (4 Teile) (Grilla) – Bearbeitung und Regie: Charlotte Niemann (Hörspielbearbeitung, Kinderhörspiel – RB)
- 1995: Walter Kempowski: Der Krieg geht zu Ende. Chronik für Stimmen – Januar bis Mai 1945 – Bearbeitung und Regie: Walter Adler (Hörspielbearbeitung, Dokumentarhörspiel – HR/BR/NDR/SWF)
- 2001: Esther Vilar: Eifersucht – Regie: Christiane Ohaus

## Theater
- 2014: Anton Tschechow: Onkel Wanja – Regie: Karin Beier (Deutsches Schauspielhaus, Hamburg)

## Hörbücher (Auswahl)
- 2003: Sándor Márai: Wandlungen einer Ehe. Marlen Diekhoff, Katja Riemann und Charles Brauer. HR2. Hamburg : Hörbuch Hamburg
- 2009: Pascal Mercier: Der Klavierstimmer. Boris Aljinovic, Marlen Diekhoff,  Ulrike Grote. Hamburg : Hörbuch Hamburg
- 2010: Warrior Cats. Weinheim : Beltz & Gelberg